# Łeonid Oriechow
Łeonid Emmanuiłowycz Oriechow (ukr. Леонід Еммануїлович Орєхов, ros. Леонид Эммануилович Орехов, Leonid Emmanuiłowicz Oriechow; ur. w 1915 w Odessie, Imperium Rosyjskie, zm. w 1986 w Odessie) – ukraiński piłkarz grający na pozycji napastnika.

## Kariera piłkarska

### Kariera klubowa
Karierę piłkarską rozpoczął w zespole Dynamo Winnica, skąd na początku 1936 roku przeszedł do Dynama Odessa. Odeski klub potem zmieniał nazwy na Charczowyk Odessa i Spartak Odessa. Najlepszy napastnik odeskiej drużyny w czasie międzywojennym. Pierwszy z odeskich piłkarzy, który zdobył 50 bramek w mistrzostwach i Pucharze ZSRR. Specjalizował się w realizacji 11-metrowych rzutów karnych. W czasie II wojny światowej występował w amatorskich drużynach Wiktoria Odessa, Gloria-Ford Odessa i Dynamo Odessa. W 1945 powrócił do Charczowyka Odessa. W 1947 zakończył karierę piłkarską w klubie Sudnobudiwelnyk Mikołajów.

## Kariera trenerska
W 1949 pracował w sztabie szkoleniowym klubu Awanhard Mikołajów, a potem trenował zakładową drużynę im.Dzierżyńskiego w Odessie. W 1986 zmarł w Odessie w wieku 71 lat.

## Sukcesy i odznaczenia

### Sukcesy klubowe
- mistrz Grupy W ZSRR: 1937

### Sukcesy indywidualne
- rekordzista klubu Czornomoreć Odessa w ilości strzelonych bramek w Pucharze ZSRR: 10 goli
- najlepszy strzelec klubu Czornomoreć Odessa: 1936, 1937, 1938